# 洪範十四條
洪范十四条（：／）是1894年底朝鲜王朝金弘集、朴泳孝联立内阁颁布的誓告文。它以大日本帝国驻朝鲜公使井上馨所拟定的《内政改革纲领二十条》为蓝本，由金弘集、朴泳孝等人起草，并在1895年1月7日（朝鲜开国五百三年甲午十二月十二日）由朝鲜高宗率王世子、大院君和文武百官在宗庙向列祖列宗宣誓。洪范十四条是朝鲜甲午改革的纲领性文件，意味着朝鲜近代化政治经济改革的全面开启。同时，它的第一条“割断附依清国虑念，确建自主独立基础”也标志朝鲜半岛与中国上千年的宗藩关系正式终结。

## 全文
1. 割断附依清国虑念，确建自主独立基础。 　　
2. 制定王室典范，以昭大位继承暨宗戚分义。 　　
3. 大君主御正殿视事，政务亲询各大臣裁决，后嫔宗戚不容干预。 　　
4. 王室事务与国政事务，须即分离，毋相混合。 　　
5. 议政府及各衙门职务权限，明行制定。 　　
6. 人民出税，总由法令定率，不可妄加名目，滥行征收。 　　
7. 租税课征及经费支出，总由度支衙门管辖。 　　
8. 王室费用，率先减节，以为各衙门及地方官模范。 　　
9. 王室费用及各官府费用，预定一年额算，确立财政基础。 　　
10. 地方官制，亟行改定，以限节地方官吏职权。 　　
11. 国中聪俊子弟，广行派遣，以传习外国学术技艺。 　　
12. 教育将官，用征兵法，确定军制基础。 　　
13. 民法刑法严明制定，不可滥行监禁惩罚，以保全人民生命及财产。 　　
14. 用人不拘门第，求士遍及朝野，以广人才登庸。